# Diocèse de Dassa-Zoumé
Le diocèse de Dassa-Zoumé (Dioecesis Dassana-Zumensis) est un diocèse de l'Église catholique au Bénin, dont le siège est à Dassa-Zoumè basé à la cathédrale Notre-Dame de Fourvière de Dassa-Zoumé.

## Évêques
- 10 juin 1995-21 août 2010 : Antoine Ganyé
- 21 août 2010 - 27 février 2015 : siège vacant
- 28 février 2015 - : François Gnonhossou

## Territoire
Il comprend les départements des Collines.

## Histoire
Le 11 juin 1995 est érigé le diocèse de Dassa-Zoumé depuis le diocèse d'Abomey.

### Genèse du diocèse
Les historiens signalent des implantations missionnaires au Dahomey, plus précisément à Ouidah, en 1644, 1681, 1844, et 1849. Mais ces implantations resteront sans lendemain parce que les évangélisateurs seront amenés à interrompre leur présence dans cette zone.

### 1861: le début de l’évangélisation sans rupture
L’évangélisation de l’actuel Bénin démarre, sans rupture jusqu’à nos jours, quand le pape Pie IX érige le « vicariat apostolique du Dahomey » le 28 août 1860, et le confie à la Société des Missions Africaines (SMA), qui venait de naître à Lyon le 8 décembre 1856.
Deux prêtres SMA débarquent à Ouidah le 18 avril 1861. Mais le roi d’Abomey, Glélé, leur interdit tout prosélytisme auprès des autochtones : ils n’ont le droit de s’occuper que des familles portugaises et brésiliennes, déjà catholiques. Cette situation durera jusqu’en 1894. Pour pouvoir travailler hors du royaume du Dahomey, les missionnaires fondent des missions à Porto-Novo (1864) et à Agoué (1874). Les missions vont longtemps rester situées le long de la côte.

### En 1895: un voyage de reconnaissance chez lesDassa
Les Pères espéraient s’installer bientôt à l’intérieur du pays. Aussi, en janvier 1895, une mission de reconnaissance, composée des Pères Schenkel et Steinmetz, se rend à Savalou, Bantè, Pira, puis Dassa-Zoumé, Paouignan et Abomey.
Le 15 mai 1901, le pape Léon XIII érige le Dahomey en vicariat apostolique et lui donne son premier vicaire apostolique (évêque), en la personne de Mgr Louis Dartois S.M.A. En 1902, celui-ci envoie les P. Joseph Girerd et Oswald Waller, fonder une mission à Abomey.

### En 1916, la première messe depuis le commencement du monde
En 1916, le P. Vacheret, missionnaire à Abomey vient visiter le village de Dassa-Zoumé, et il écrit : « Il y a 15 jours, j’ai fait une tournée à Dassa-Zoumé, où j’ai célébré la première messe depuis le commencement du monde.  […] Il y eut cinq communions et onze baptêmes de négrillons et négrillonnes. […] Le roi m’a expliqué pourquoi ses aïeux s’étaient fixés si haut [dans les blocs granitiques]. C’était pour résister plus facilement aux attaques des terribles guerriers des Monarques Dahoméens. […] Ce bon vieux chef désire beaucoup que je fonde une école chez lui et il m’a promis beaucoup d’enfants. »

### 1922: le P. Girerd vient habiter à Dassa-Zoumé
Après la mort de Mgr Dartois, Mgr François Steinmetz est nommé pour lui succéder. Il va diriger la chrétienté dahoméenne de 1906 à 1935. Il fonde plusieurs missions dans son vaste vicariat (qui recouvre alors tout le Dahomey), principalement dans le sud (de plus en plus christianisé), sans toutefois oublier l’intérieur du pays. En 1921, il demande au P. Girerd d’aller ouvrir une mission à Dassa-Zoumé. Celui-ci fait bientôt savoir : « Je suis définitivement à Dassa-Zoumé depuis le 1er avril [1922] : j’y suis parti avec mes vieux outils de menuisier comme bagages. […] Les Dassas sont cultivateurs, ils passent une grande partie de l’année dans leurs champs, mais le dimanche, ils sont fidèles à venir à la messe et au catéchisme ; il en vient de tous les villages. Le nombre des catéchumènes inscrits pour la mission de Dassa-Zoumé est pour le moment de 654 (411 hommes et 243 femmes), et pour la mission secondaire de Sokponta 328 (219 hommes et 109 femmes). Une mission secondaire a été établie aussi à Savalou […] et une autre encore à Paouignan. »

### Zoumahoun avait reçu la visite du Père Chabert, supérieur général
Quelques mois avant l’érection de cette station principale, Dassa-Zoumé avait reçu la visite du P. Chabert, supérieur général des Missions Africaines, qui avait séjourné à Dassa et avait rédigé un long compte rendu de ce qu’il avait glané là. Il avait rencontré Azomaou, roi des Dassa, qui lui avait raconté comment il avait fait venir les missionnaires catholiques. Le P. Chabert avait même fait, avec le P. Gauthier, « l’ascension de la montagne Gnité. Forteresse inviolée, elle a brisé tous les assauts des rois du Dahomey et elle est devenue un musée national. »

### La mission de Dassa va s’entourer de «stations secondaires»
La nouvelle mission ne part pas de rien. En 1922, on y trouve : « Un prêtre, 4 catéchistes, 66 catholiques, 1 139 catéchumènes, un dispensaire, 3 stations secondaires ».
Le missionnaire va visiter souvent les villages des alentours, et y fonder une « station secondaire » (avec un catéchiste-instituteur qui fait l’école et dirige la prière dans la chapelle) dès que quelques personnes vont exprimer le désir de devenir chrétiennes.
En janvier 1923, Mgr Steinmetz envoie le P. Antonin Gauthier, visiteur (c’est-à-dire responsable de tous les Pères SMA du Dahomey) prêcher la retraite de confirmation. Dans une lettre datée du 27 janvier 1923, celui-ci décrit les nouvelles installations et continue : « Hier, en parcourant la ville, j’ai aperçu une petite case d’idoles toute remplie d’ordures, il y en avait bien deux brouettées. – Vous ne balayez donc plus vos temples ? dis-je à un féticheur. – Eh ! me répondit-il, il n’y a plus que nous, les vieux, à nous occuper des idoles, et nous ne suffisons pas au soin de tous leurs temples. – Avant peu d’années il n’y aura, en effet, plus de païens dans la région. »

### En 1923, une campagne d’intimidation
Mais les féticheurs tentent de réagir. Dans une lettre du 11 décembre 1923, le P. Girerd en rend compte : « Les féticheurs ont répandu les bruits les plus saugrenus. Un jour on annonçait que la mission était fermée, inutile d’y aller ; un autre, que tous ceux qui allaient à la mission seraient frappés par les dieux. On assurait d’ailleurs que l’Administrateur du cercle allait venir dans le pays et qu’il infligerait une amende à tous ceux qui seraient rencontrés portant une croix ou une médaille. Nos braves catéchumènes en riaient. Alors on tenta des menaces. Ils tinrent bon. Maintenant le calme est rétabli. Ces événements ont été plutôt favorables pour la mission. Je ne crois pas en effet que nous ayons inscrit autant de catéchumènes que durant cette période où le démon cherchait à nous nuire. »
La chrétienté continue de croître. Dans une lettre du 7 avril 1924, le P. Girerd communique : « Nous avons eu, au commencement de mars, les cérémonies de la Confirmation. Dassa-Zoumé nous a donné 87 confirmations et Sokponta 80. »
En 1926, Dassa-Zoumé est entouré de 12 stations secondaires (dont Sokponta, avec 159 baptisés et 66 catéchumènes ; Chakaloké, avec 130 baptisés et 50 catéchumènes ; Savalou, avec 75 baptisés et 30 catéchumènes ; Savè, avec 64 baptisés et 13 catéchumènes, etc.)

### Les progrès observés par le P. Schmitt (1926)
Après le décès du P. Girerd (le 7 décembre 1924), le P. Émile Schmitt lui succède à Dassa-Zoumé. Il annonce que Sokponta est désormais « station principale »… même si on ne peut pas lui fournir un prêtre résidant pour le moment : « Nous avons maintenant deux stations principales : Dassa-Zoumé et Sokponta et douze stations secondaires. Dassa-Zoumé reste toujours le centre principal, mais Sokponta, avec ses quatre stations secondaires et ses nombreux petits villages, se développe rapidement et menace de dépasser Dassa dès qu’un Père pourra s’y fixer. »

### Le P. Faroud construit une église en dur (1927)
En 1927, la mission de Dassa est confiée aux soins du P. François Faroud (qui deviendra plus tard Préfet apostolique de Parakou). Il se lance dans la construction d’une église… pour laquelle il sollicite l’aide des lecteurs de l’Echo des Missions Africaines : « Notre église sera modeste : 9 mètres sur 35 à l’intérieur. […] Malgré ces dimensions exiguës, la dépense atteindra près de 90.000 francs. Dans un pays où les termites mangent rapidement tout ce qui n’est pas dur, et où d’autre part la pierre abonde, j’ai rejeté complètement terre glaise et bois blanc. Notre église sera en pierres avec charpente en fer. Qu’on ne m’accuse pas de viser au luxe. Ces matériaux sont en réalité plus économiques à cause de leur durée. » Puis, lui aussi, rapporte l’histoire des Dassa, et même le repli de certains Dassa dans le massif de l’Akposso au Togo voisin, dans le village de Dadja. Et il rend compte de la présence des protestants et des musulmans qui, à Dassa, font concurrence aux catholiques. Puis il cite plusieurs réactions courageuses de catholiques qui veulent rester fidèles à leur foi, et s’interroge : « Pourquoi nos chrétiens, perdus encore dans la masse des païens, persévèrent-ils ? »… avant de citer diverses réponses qu’il trouve dans les livres religieux qui nourrissent sa foi.

### Savè et Kilibo étaient visités par Kétou
Le P. Schmitt, missionnaire à Kétou, nous apprend qu’il a la charge de visiter Savé et Kilibo. Le 15 novembre 1928, il décrit la vaste étendue de sa mission : « Vous savez que depuis deux ans je suis chargé de Kétou, de Savé et de Kilibo. Tout cela est en pays nagot. Le district est des plus étendus. Savé est à 100 kilomètres de Kétou et Kilibo à 72 de Savé. Les frontières sont bien au-delà, à Tchaourou, à 137 kilomètres de Savé. […] Par manque de ressources, Monseigneur a ordonné la fermeture de deux stations secondaires. » Car une station secondaire nécessitait un catéchiste, instituteur le jour, dirigeant de la prière le dimanche, et il fallait le rétribuer. Et il continue : « Il y a aussi Kilibo, Wessé, Kémo, Tchaourou qui attendent et réclament un… catéchiste et une chapelle. […] Ah ! si j’avais des catéchistes en nombre suffisant ! La solution du problème est là. Je la recommande à votre prière et à votre charité. » S’il prenait la peine d’écrire à L’Echo, c’était bien parce qu’il espérait émouvoir des bienfaiteurs.

### L’abbé Mouléro reçoit la responsabilité de Savè et Kilibo (1929)
Le 1er mai 1929, c’est l’abbé Thomas Mouléro, « premier prêtre indigène » comme on disait alors, qui écrit à l’Echo pour remercier d’une somme qu’un bienfaiteur lui a fait parvenir. Il fait savoir : « Ma résidence a été fixée à Dassa. Je suis chargé spécialement de Savé et de Kilibo, à 70 kilomètres de Savé. Je passe ordinairement quinze jours à Savé, puis je redescends à Dassa pour me retremper dans la vie commune. […] A Kilibo, la station n’a encore qu’une année d’existence. Il n’y a pas un seul chrétien à Kilibo, mais les catéchumènes sont très bien disposés. Ils voudraient bien voir le missionnaire plus souvent. Pour leur donner satisfaction, je leur ai promis d’aller les visiter au moins une fois par mois. »
L’abbé Mouléro veut connaître les coutumes de l’ethnie au service de laquelle son évêque l’a placé. Il mène son enquête. Il va rédiger une étude intitulée « Le mariage chez les Dassas. Étude sur la famille ». Un texte aussi soigneusement documenté et clairement présenté méritait d’être publié : c’est chose faite dans l’Echo des Missions Africaines.
En 1930, Savè est érigé en station principale, et le P. Mouléro vient y résider.

### En 1931, Dassa a son église
En 1931, le P. Faroud a le plaisir d’annoncer que l’église de Dassa se termine. Comme les pierres qui la composent ont toutes été transportées à tête d’homme (ou de femme !), il évalue l’exploit : « Notre église de Dassa-Zoumé, dont les murs s’achèvent en ce moment, renferme 375 mètres cubes de maçonnerie environ. Un mètre cube contient en moyenne 70 pierres du format 35 x 20 x 20 couramment employé. Chaque pierre, apportée sur la tête, représente pour le porteur 2 kilomètres 200 (la colline se trouvant à 1.100 m.). Une suite de multiplications m’apprend donc que, pour édifier les murs de leur église, nos chrétiens ont fait plus de 57.000 kilomètres ! » Après avoir montré que les chrétiens avaient fait leur possible, il prie « Dieu qu’il inspire à beaucoup d’autres de nous envoyer une poutre de la charpente ou quelques-unes des 300 tôles qui nous seront nécessaires. »
Il profite de cette lettre pour faire savoir que des religieuses viennent d’arriver à Dassa : « Nous avons ici des Petites Servantes depuis le mois de juillet [1930] »… et qu’il rayonne jusqu’à Djougou : « Le 13 juillet [1930], je suis allé bénir à Djougou la chapelle que les chrétiens ont édifiée par leurs propres moyens. […] Djougou est un chef-lieu de cercle, à 265 kilomètres de Dassa-Zoumé. [… Aucune des races autochtones pila-pila] n’a encore été touchée par la religion catholique. Mais le groupe des employés de l’administration et du commerce forme un noyau de chrétiens assez fort pour que j’aie pu compter à Pâques parmi eux et leurs familles 84 baptisés. »

### En 1931, six églises sur dix-huit sont couvertes en tôles
Et il annonce qu’à Savalou « centre important de près de 4.000 habitants […] depuis un mois nous avons commencé les fondations et achevé le soubassement en maçonnerie d’une véritable petite église qui aura 25 mètres de long avec la sacristie et 7 mètres de large. Le reste se fera en briques de terre. Les chrétiens ont le désir de faire tout cela eux-mêmes et de couvrir en tôles. […] Paouignan, Tankossi et Ouici ont également depuis deux ans reconstruit la leur. […] Et voilà donc que dans notre district des Dassas les chapelles, si j’ose dire, font peau neuve. Six d’entre elles, sur 18, seront maintenant couvertes en tôles ondulées et à l’abri de l’incendie. Dans ce pays de feux de brousse périodiques, c’est là un danger auquel, de décembre à février, on ne pense jamais trop. »
Propos prémonitoires ! Le P. Faroud ne pouvait pas prévoir le feu de brousse qui allait ravager la mission de Dassa. Le 10 février 1931, les Missions Africaines à Lyon recevaient un télégramme annonçant : « Chapelle Dassa avec tout contenu Saint Sacrement compris incendie feu brousse [signé] Fechter ». La direction de l’Echo des Missions Africaines savait ce qui lui restait à faire : publier le fac-similé de ce télégramme et commenter : « Et maintenant il reste à reconstruire. Fassent nos amis que ce soit en bonne pierre. »

### Les Sœurs de Dassa prennent le relais pour informer
Le 7 février 1931, les Petites Servantes du Sacré-Cœur de Dassa faisaient un récit détaillé de l’incendie où on découvrait que « l’église en construction, étant de pierre, n’a pas subi de dommage. » C’est l’ancienne église au toit de chaume qui a été la proie du feu de brousse. Les Sœurs, ayant pris la plume, continuent : « Voilà 3 ans que le travail de la nouvelle église est commencé, mais pour la couvrir, 25.000 francs sont nécessaires, aussi nous demandons instamment à Notre-Seigneur qu’il nous envoie, par des âmes charitables, des ressources pécuniaires. »
Et c’est encore les Sœurs qui décrivent, pour les lecteurs de l’Echo, la manière dont les chrétiens de Dassa ont fêté Noël et le 31 décembre 1930 « dans la nouvelle église, non couverte ». Elles n’oublient pas de mentionner les qualités morales qu’elles observent chez « nos fillettes. […] Elles aiment surtout le chocolat, et c’est plaisir, lorsqu’on en donne une tablette à l’une, de la voir partager en 7 morceaux d’égale grandeur, et lorsque l’une d’elles est absente ou malade, elles n’oublient pas de mettre sa part en réserve. » Montrer aux bienfaiteurs les beaux résultats qu’elles obtenaient ne pouvait que les stimuler à continuer leur aide.

### En 1931, le P. Barril à Sokponta
En 1931, Mgr Steinmetz érige Sokponta en mission (station principale). Il y affecte le P. Émile Barril. Celui-ci va devoir se construire un logement. Bientôt le P. Barril, « 58 ans d’âge, dont 33 de Dahomey », écrit à l’Écho pour présenter ses résultats et remercier ceux qui lui sont venus en aide : « Monseigneur m’avait demandé de construire un petit presbytère à Sokponta. Il avait ajouté qu’il ne pouvait pas me venir en aide. […] Ayant appris par expérience – une expérience personnelle et plusieurs fois renouvelée – que Sainte Thérèse de Lisieux est un appui sûr pour le missionnaire, je lui confiai cette affaire. Sous son patronage, je lançai un appel que l’Écho se chargea de publier. Et voilà, la petite maison du Père est construite, construite selon les désirs de Monseigneur, simple, solide et pratique. » Et il va même embaucher un catéchiste, qu’il équipe d’une bicyclette pour rayonner dans les villages d’alentour.
En 1950 arrivent les Petites Servantes du Sacré-Cœur de Menton qui seront relayées en 1987 par les Sœurs italiennes de Notre Dame de Lourdes.

### De Savè jusqu’à Kandi
L’abbé Mouléro, ce « jeune prêtre » ordonné en 1928, est alors à la tête de la plus grande « quasi-paroisse » du Dahomey : celle-ci s’étend de Savè à Kandi, sur le fleuve Niger ! Il raconte : « De tous les villages, j’ai reçu des messages par lesquels les habitants me priaient de leur envoyer quelqu’un qui pût les instruire de la religion. » A sa deuxième ou troisième visite chez eux, il découvre qu’ils ont construit une chapelle… Et il dévoile qu’il est aussi chargé de Kandi : « A 380 km de Savé, une nouvelle mission vient de commencer à Kandi. Un bon groupe de chrétiens de la côte qui s’y trouvent pour raison de service, pleins de bonne volonté et de dévouement, ont pu réussir à y élever une chapelle que j’ai l’intention d’inaugurer à Noël prochain. C’est une mission intéressante et qui, à mon avis, promet pour l’avenir. »
Disons-le tout de suite : en 1937, Kandi sera érigé en station principale, et Savè retrouvera des dimensions plus raisonnables.
Au lendemain de la guerre, en 1946, Mgr Parisot érige la station principale de Savalou. Mais elle devra attendre 1947 pour voir arriver son fondateur, le P. Raymond Malo.

### Un saut dans le temps
Il serait trop long de suivre chaque mission et de voir comment elle s’est entourée de stations secondaires qui deviendront des « stations principales » lorsque l’évêque disposera de prêtres en nombre suffisant pour pouvoir leur en fournir.
L’Echo des Missions Africaines continue à fournir des nouvelles… lorsque les Pères envoient des lettres qu’ils souhaitent voir publiées pour obtenir des aides financières de bienfaiteurs. Mais La Croix au Dahomey (qui deviendra La Croix du Bénin) prend le relais à partir de 1946 et fournit une ample documentation.

### 11 février 1954: inauguration de la grotte de Dassa-Zoumé
Le 11 février 1954, à la suite de l'apparition mystérieuse d'une image de la Vierge, Mgr Louis Parisot, évêque français du Dahomey, bénit solennellement la future grotte Notre-Dame d'Arigbo en présence d’une foule évaluée à 6 000 personnes. En même temps, il fait ériger au sommet de la montagne une grande croix lumineuse et décide que cette nouvelle Grotte de Lourdes serait désormais le centre privilégié des grands pèlerinages dahoméens en l’honneur de la Vierge Marie,. Il fonde alors le pèlerinage de Dassa-Zoumè et fait ainsi d’Arigbo un haut lieu de prière et de piété mariale avec l'aide du père Germain Boucheix, le frère de Mgr Noël Boucheix.

### 1955: des évêques «résidentiels» au Dahomey
Le 14 septembre 1955, « la hiérarchie est instaurée » dans les territoires francophones d’Afrique de l’Ouest. Le « Vicariat apostolique de Ouidah » devient l’archidiocèse de Cotonou… et couvre la moitié sud du Dahomey. À sa tête, il n’y a plus un vicaire apostolique mais un évêque résidentiel. C’est Mgr Louis Parisot. Le territoire du futur diocèse de Dassa-Zoumé occupe la partie nord de cet archidiocèse.
En 1959, Mgr Parisot affecte l’abbé Julien Ayatomey à Sokponta, avec mission de fonder le nouveau district de Kilibo.

### 500 confirmations à Dassa parMgrGantin
En 1960, Mgr Bernardin Gantin succède à Mgr Parisot à la tête de cet archidiocèse. Il fera plusieurs tournées de confirmations dans son archidiocèse. Le 24 avril 1963, il vient à Dassa, où il donne la confirmation à 500 chrétiens du district de Dassa.
Mgr Gantin observe que le nord de son archidiocèse compte une chrétienté nombreuse, dont le développement serait stimulé si un évêque résidait au milieu d’elle. Il demande au Saint-Siège que la partie nord de l’archidiocèse soit détachée. Le pape Jean XXIII accède à sa demande et érige le diocèse d’Abomey, le 5 avril 1963.

### MgrAgboka crée des paroisses dans le nord
Mgr Lucien Monsi-Agboka en est le premier évêque. Il va créer des paroisses, à mesure qu’il a des prêtres disponibles à y affecter. C’est ainsi qu’il crée les paroisses de Ouessé (1964), Banté (1964), Paouignan (1965), Agouaga-Thio, Saint Jean Apôtre, (1973), (rouverte le 11 décembre 2005), Kaboua (1985), Glazoué S. Joseph (1990).
Grâce à des correspondants de La Croix au Dahomey, on apprend que Mgr Agboka visite activement ses paroisses : « Sous un soleil écrasant, Mgr Agboka a fait, peu avant Pâques [1964] dans le vaste district de Kilibo, une tournée mémorable. Chrétiens et païens ont été bien surpris de voir Monseigneur peiner en mobylette sur des chemins montants, sablonneux, malaisés, descendre dans le lit des rivières en portant son « zokéké », franchir des ponceaux dangereusement étroits et branlants. »
La congrégation des Oblates Catéchistes Petites Servantes des Pauvres (OCPSP) s'est mise au service de plusieurs paroisses de la région : Savalou (en 1976), Dassa-Zoumé (en 1977 à la suite des Petites Servantes du Sacré-Cœur de Menton arrivées en 1930) et Ouessé Wogoudo (en 2006). C'est elle qui assure la gestion du Centre d'accueil hôtelier de la Grotte Notre-Dame d'Arigbo .

### Érection du diocèse: le 10 juin 1995
Mgr Agboka, à son tour, observe que le nord de son diocèse comporte une chrétienté nombreuse… et demande que ce territoire soit détaché. De son côté, Mgr Vincent Mensah, évêque de Porto-Novo, fait une demande semblable (pour le nord de son diocèse). Le pape Jean-Paul II accède à leur demande le 10 juin 1995, et érige le diocèse de Dassa-Zoumé. Il en confie la direction à Mgr Antoine Ganyé, qui remplira cette charge jusqu’au 21 août 2010, date à laquelle il est transféré sur le siège de l’archevêché de Cotonou, tout en restant administrateur apostolique de Dassa jusqu’en août 2013.

### L'épiscopat deMgrGanyé: 1995-2010
Pendant ses années passées à la tête du diocèse de Dassa, Mgr Ganyé ordonne de nombreux prêtres. Il va pouvoir multiplier les paroisses : Agbon (1996), Alafia (1996), Dassa-Zoumé ville, les paroisses du Sacré-Cœur et de S. Augustin (toutes les deux en 1997), Tchetti (1999), Magoumi (2001), Pira (2002), Logozohe (2003), Agouagon-Thio (2005), Glazoué II, S. Antoine de Padoue (2006), Toui Centre, Saint Michel (2 décembre 2007), Savé 2, Saint Jean-Marie Vianney (5 septembre 2010), Ouèdèmè (8 décembre 2011), Gomè Saint Étienne (2008), Kpataba, Saint Pierre (29 juin 2012), ce qui fait 24 paroisses en décembre 2012. 

### La transition deMgrBenoit Goudotte: août 2013- mars 2015
Avant la nomination d'un nouvel évêque pour le diocèse de Dassa, le Pape François a demandé à Mgr Benoit Goudotte de conduire la destinée du diocèse. On lui doit la création de nombreuses paroisses et de plusieurs doyennés et de beaucoup d'autres réajustements. Après la nomination du nouvel évêque,  Mgr Benoit Goudotte se consacre à l'association internationale qu'il a créée: la Plénitude de vie.

### L'épiscopat de Mgr François Gnonhoussou
Mgr François Gnonhoussou a été nommé à la tête de ce diocèse le 12 février 2015. 
Il a reçu l'ordination épiscopale dans sa cathédrale le 28 mars 2015.